# Les Chroniques d'Arslân
Pour les articles homonymes, voir Arslan Senki et Arslan.
Autre
Les Chroniques d'Arslân (アルスラーン戦記, Arusurān Senki) est une série de romans d'heroic fantasy de Yoshiki Tanaka en 16 tomes parus entre 1986 et 2017. Le premier tome est édité en France par Calmann-Lévy en 2008.
Le roman a été adapté à plusieurs reprises : en manga sous le titre Arslan Senki entre 1991 et 1996 (13 volumes) puis sous le titre The Heroic Legend of Arslân à partir de 2014, en jeux vidéo ainsi qu'en film d'animation et OVA.

## Résumé
Dans un monde de fiction antique, une guerre oppose deux puissants royaumes : Lusitania, à l'ouest, qui vénère le dieu unique Yaldobaoth et cherche à imposer sa religion aux autres royaumes, et Parse, à l'est, un riche royaume polythéiste dont la puissance repose sur l'esclavage.
Dans les plaines d'Atropatènes, Andragoras III, roi de Parse, s'apprête à affronter l'armée de Lusitania. Il est extrêmement confiant dans sa cavalerie, dont la réputation a passé les frontières. Aux côtés de son père, le jeune prince Arslân, âgé de 14 ans, va livrer à Atropatènes sa première bataille.
Mais Atropatènes se révèle être un piège mortel : aidés par le traître Kahllahn et dirigés par un mystérieux général se dissimulant sous un masque d'argent, les Lusitaniens infligent une défaite cinglante aux Parses, capturent Andragoras III, et se mettent en marche pour assiéger Ecbâtana, la capitale de Parse.
Arslân, qui, grâce au général Daryûn, a réussi à échapper aux assassins envoyés par Kahllahn, va désormais chercher des alliés afin de réorganiser les forces de Parse pour combattre l'envahisseur.

## Adaptations

### Manga

#### Arslan Senki
La première adaptation en manga est dessinée par Chisato Nakamura. Elle est pré-publiée dans le magazine Asuka Fantasy DX (en) puis publiée en treize volumes par l'éditeur Kadokawa Shoten entre novembre 1991 et septembre 1996.

#### The Heroic Legend of Arslân
Une seconde adaptation en manga est dessinée par Hiromu Arakawa, pré-publiée dans le Bessatsu Shōnen Magazine sous le titre The Heroic Legend of Arslân depuis juillet 2013 et publiée par l'éditeur Kōdansha en volumes reliés depuis avril 2014. À la demande de Yoshiki Tanaka, les événements décrits dans le manga débutent trois ans avant ceux de la série de romans originale .

### Jeux vidéo
Le roman est adapté une première fois sous le titre Arslan Senki en 1993.
Un jeu vidéo crossover avec la série Musō sort en octobre 2015 sur PlayStation 3 et PlayStation 4 au Japon, basé sur le premier arc de la série d'animation adaptée du manga. Le jeu sort en occident sous le titre Arslan: The Warriors of Legend en février 2016.